# Lars Sjunnesson
Lars Sjunnesson, född 1962, är en svensk serieskapare och upphovsman till bland annat seriefigurerna Åke Jävel och Tjocke-Bo. Belönad med Galagos Fula Hund 1989.
Sjunnesson är numera verksam i Berlin. Tillsammans med Max Andersson släppte han 2004 seriealbumet Bosnian Flat Dog.